# Réserve naturelle de Grinda
La réserve naturelle de Grinda (en suédois : Grinda naturreservat) est une réserve naturelle de l'archipel de Stockholm dans le comté de Stockholm en Suède,,.

## Présentation
Située dans la commune de Värmdö, la zone est protégée depuis 2000 et s'étend sur 503 hectares.
La réserve comprend l'île de Grinda et quelques îlots aux alentours.
La réserve se compose d'une forêt , d'une forêt de pins et d'affleurements.
La plupart des îles sont constituées d'affleurements et de forêts d'épicéas et de pins modérément affectées par la foresterie. La présence d'arbres à feuilles caduques est assez importante à certains endroits.
Les terres agricoles se trouvent dans les parties centrales de Grinda.

## Galerie

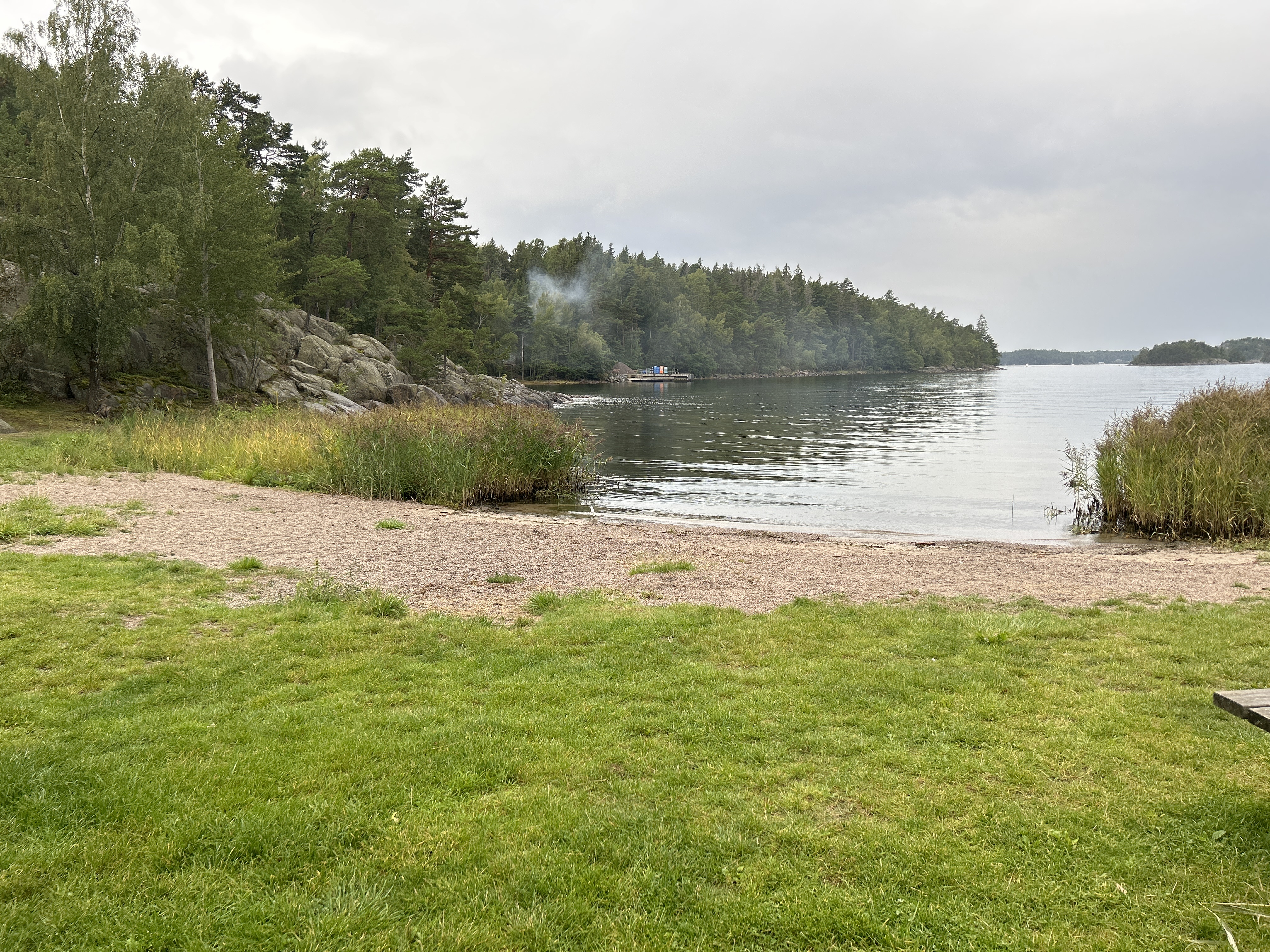
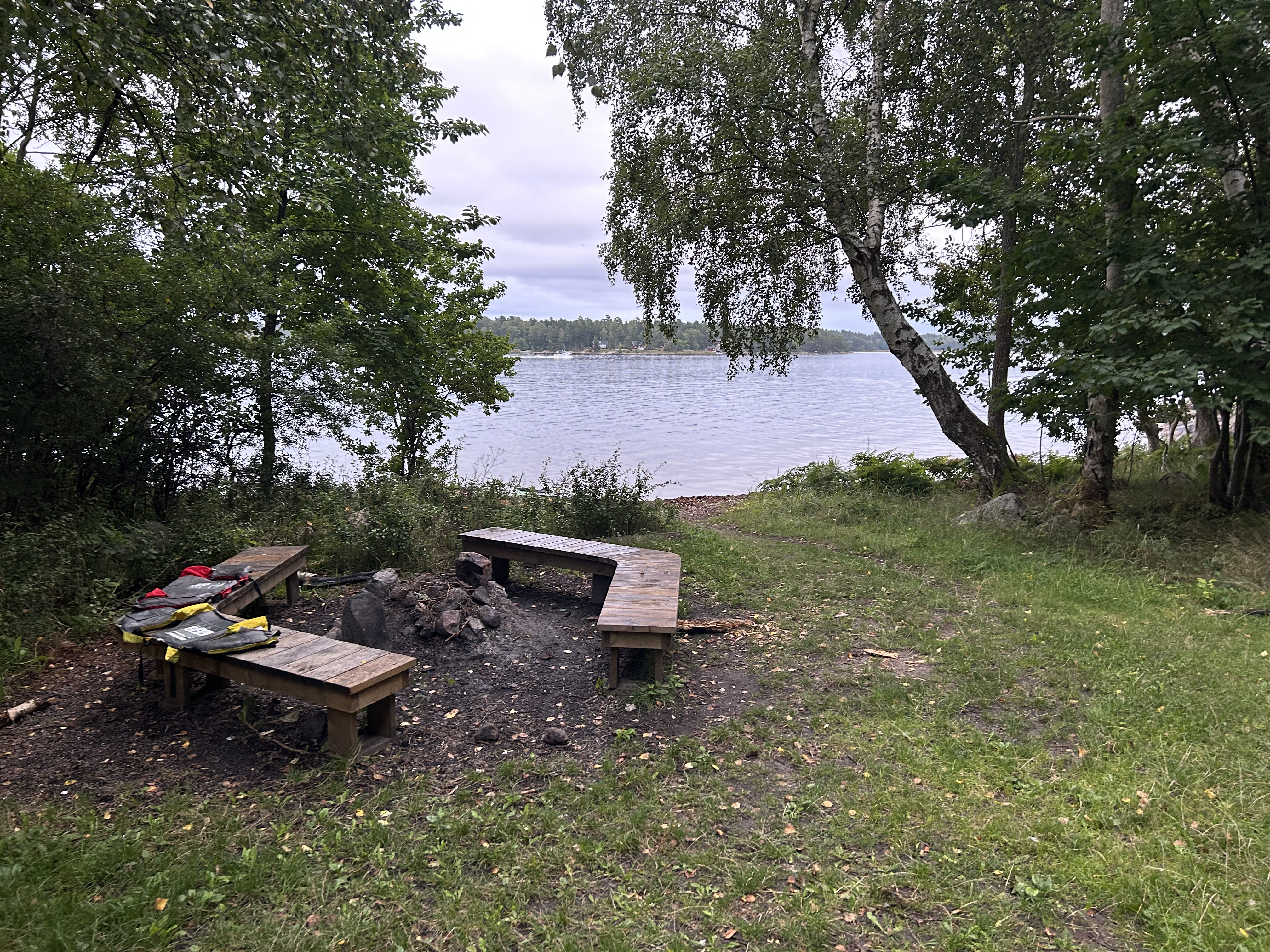
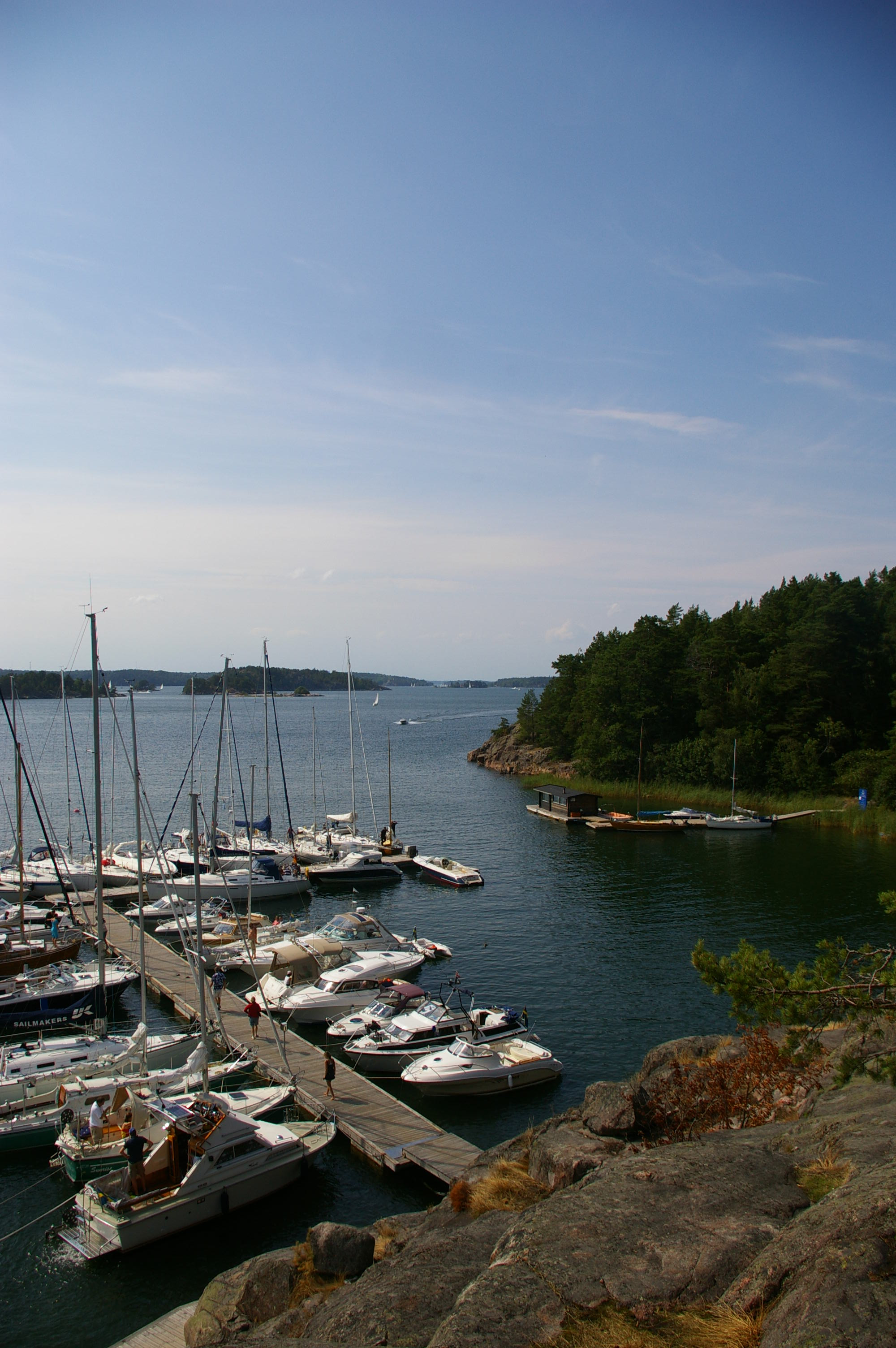